# Dave Obey

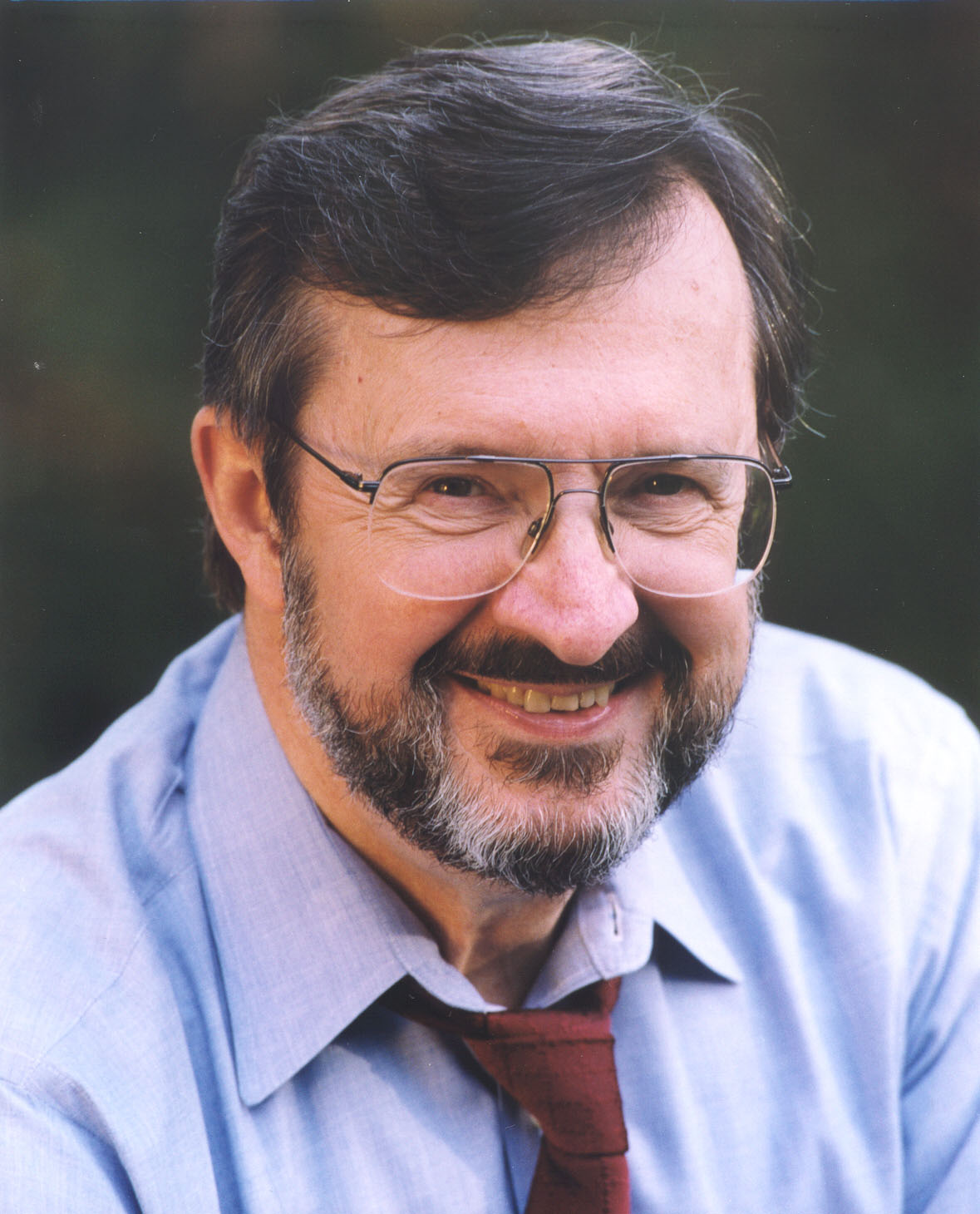
Dave Obey

David Ross „Dave“ Obey (* 3. Oktober 1938 in Okmulgee, Oklahoma) ist ein US-amerikanischer Politiker der Demokratischen Partei. Er war von 1969 bis 2011 Mitglied des US-Repräsentantenhauses und vertrat dort zuletzt den siebten Kongresswahlbezirk des Bundesstaates Wisconsin.

## Werdegang
Dave Obey besuchte bis 1956 die Wausau High School und studierte danach bis 1962 an der University of Wisconsin–Madison. Danach arbeitete er als Grundstücksmakler in der Immobilienbranche.
Politisch wurde er Mitglied der Demokratischen Partei. Zwischen 1963 und 1969 saß er als Abgeordneter in der Wisconsin State Assembly. Nach dem Rücktritt des Kongressabgeordneten Melvin R. Laird wurde er bei der fälligen Nachwahl für den siebten Sitz von Wisconsin als dessen Nachfolger in das US-Repräsentantenhaus in Washington, D.C. gewählt, wo er am 1. April 1969 sein neues Mandat antrat. Nach 20 Wiederwahlen konnte er bis zum 3. Januar 2011 im Kongress verbleiben. Dort war er unter anderem Vorsitzender des Haushaltsausschusses. Er galt als einer der liberalsten Politiker im Repräsentantenhaus und sieht sich in der progressiven Tradition eines Robert La Follette.
In Obeys Zeit als Kongressabgeordneter fielen unter anderem das Ende des Vietnamkrieges, die Watergate-Affäre und die Terroranschläge am 11. September 2001 sowie der Irakkrieg. 2010 verzichtete er auf eine weitere Kandidatur. Sein Sitz fiel bei der Wahl im November dieses Jahres an den Republikaner Sean Duffy.